# Ápex solar

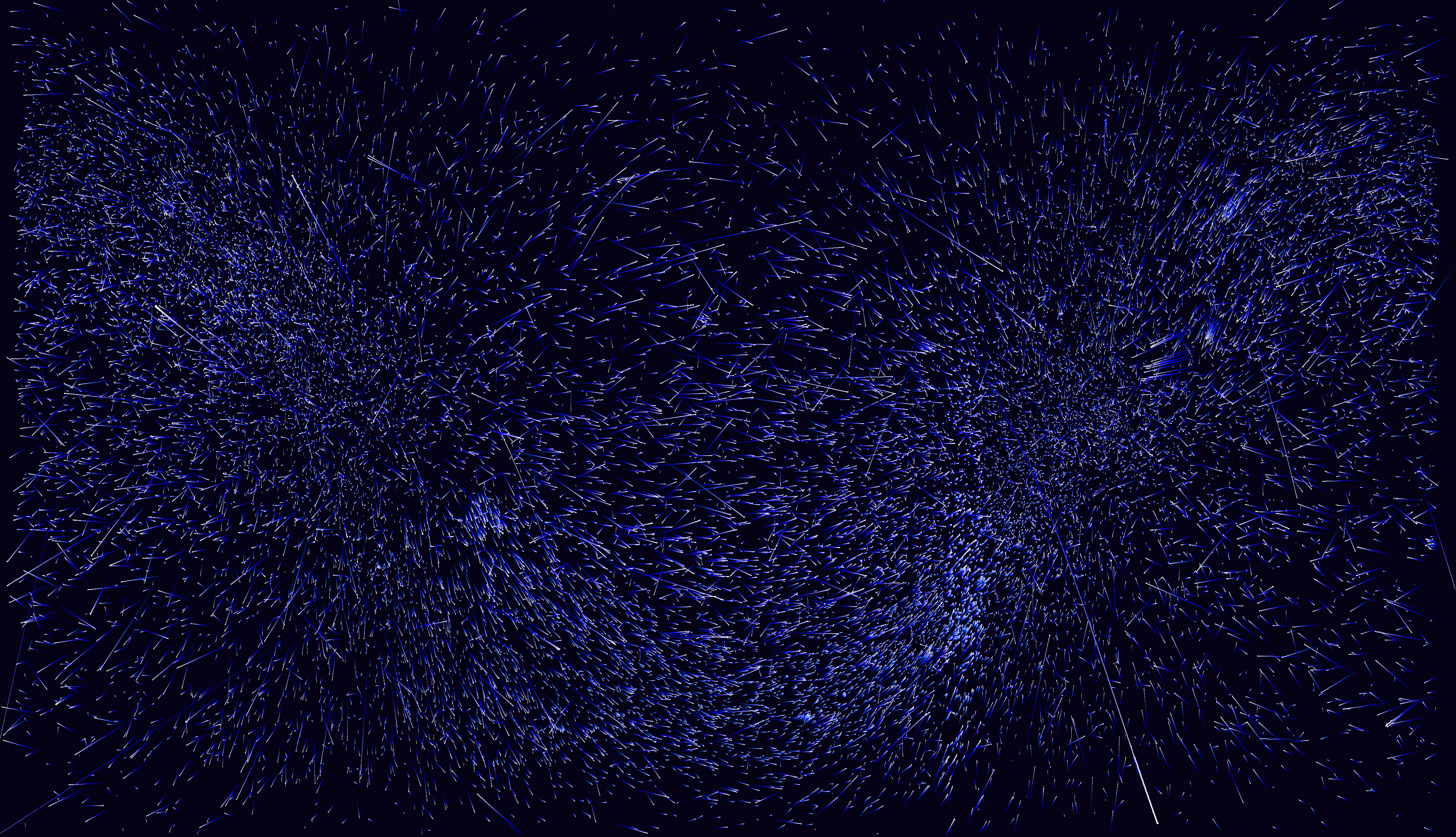
El movimiento de estrellas de clases espectrales B y A alrededor del ápice (izquierda) y el antapex (derecha) en -/+ 200 000 años.

El ápex solar es el punto de la esfera celeste que determina la dirección en la que el Sol se mueve con respecto al sistema de reposo local. A su vez define un antápex, que es el punto opuesto en la dirección de tal movimiento.

## Posición
El ápex solar, calculado a partir de observaciones en el rango visual del movimiento propio de las estrellas vecinas, se sitúa en (18 h 28 m 0 s α, +30° δ) expresado en coordenadas ecuatoriales, o en (56,24° l, 22,54° b) expresado en coordenadas galácticas. Las observaciones de radio dan una posición ligeramente diferente: (18 h 03 m 50,2 s α, +30°00′16,8″ δ) o (58,87° l, 17,72° b). Ambos puntos se sitúan en la constelación de Hércules, al suroeste de la estrella Vega (Alfa Lyrae), fijando el antápex en las proximidades de la estrella ζ Canis Minoris.

## Velocidad
La velocidad a la que el Sol se mueve hacia el ápex es de unos 16,5 km/s. Esta velocidad no debe confundirse con la velocidad a la que el Sol orbita el centro de la galaxia (en torno a los 220 km/s) y que ya se incluye en el movimiento del sistema de reposo local.

## Descubrimiento
El movimiento relativo del Sol con respecto a su vecindario de estrellas y la dirección del mismo fue descubierto en 1783 por William Herschel. En esta época todavía imperaba la teoría heliocéntrica y se pensaba que el resto de estrellas orbitarían alrededor del Sol. Sin embargo, al observar el movimiento propio de las estrellas más cercanas se comprobó que sus movimientos eran en apariencia caóticos y no parecían orbitar al Sol en absoluto. William Herschel razonó que si el resto de estrellas no orbitaban alrededor del Sol, este también podría seguir un movimiento propio en lugar de permanecer fijo en el centro del universo.
Para determinar este movimiento consideró el hecho de que las estrellas más lejanas al Sol se ven más próximas entre sí que las cercanas, de forma que si un grupo de estrellas se acerca al Sol parecerán separarse entre sí, y si se alejan del Sol parecerá que dichas estrellas convergen en un punto. Los puntos de los que aparentemente se separarían o acercarían las estrellas constituyen el ápex y el antápex respectivamente, y determinarían la dirección de desplazamiento del Sol con respecto a las estrellas de su vecindario. Este movimiento aparente de las estrellas quedaría parcialmente enmascarado por el movimiento propio de las estrellas, pero no totalmente.
Siquiendo este razonamiento y basándose en el pequeño número de movimientos propios de las estrellas que se conocían en aquella época, Herschel determinó que el Sol se mueve hacia cierto punto situado en la constelación de Hércules, no muy lejos del ápex que conocemos hoy en día.